# Episodi de Il commissario Zorn (prima stagione)
La prima stagione della serie televisiva Il commissario Zorn è stata trasmessa in anteprima in Germania dalla ZDF tra il 16 marzo 2001 e il 6 luglio 2001.
| nº | Titolo originale       | Titolo italiano | Prima TV Germania | Prima TV Italia |
| -- | ---------------------- | --------------- | ----------------- | --------------- |
| 1  | Der letzte Ausweg      |                 | 16 marzo 2001     |                 |
| 2  | Auge um Auge           |                 | 30 marzo 2001     |                 |
| 3  | Tödliche Schuld        |                 | 6 aprile 2001     |                 |
| 4  | Mord auf dem Golfplatz |                 | 13 aprile 2001    |                 |
| 5  | Zweikampf              |                 | 8 giugno 2001     |                 |
| 6  | Alle für einen         |                 | 6 luglio 2001     |                 |